# آیزاک آساره
آیزاک آساره (انگلیسی: Isaac Asare؛ زادهٔ ۱ سپتامبر ۱۹۷۴) بازیکن فوتبال اهل غنا بود.
از باشگاه‌هایی که در آن بازی کرده‌است می‌توان به باشگاه فوتبال اندرلشت اشاره کرد.